# قصب السكر الكبير
قصب السكر الكبير (الاسم العلمي: Saccharum maximum) هو نوع من النباتات يتبع جنس قصب السكر من الفصيلة النجيلية.